# Crișeni, Cluj
Crișeni (în maghiară Totháza) este un sat în comuna Mociu din județul Cluj, Transilvania, România.

## Istoric

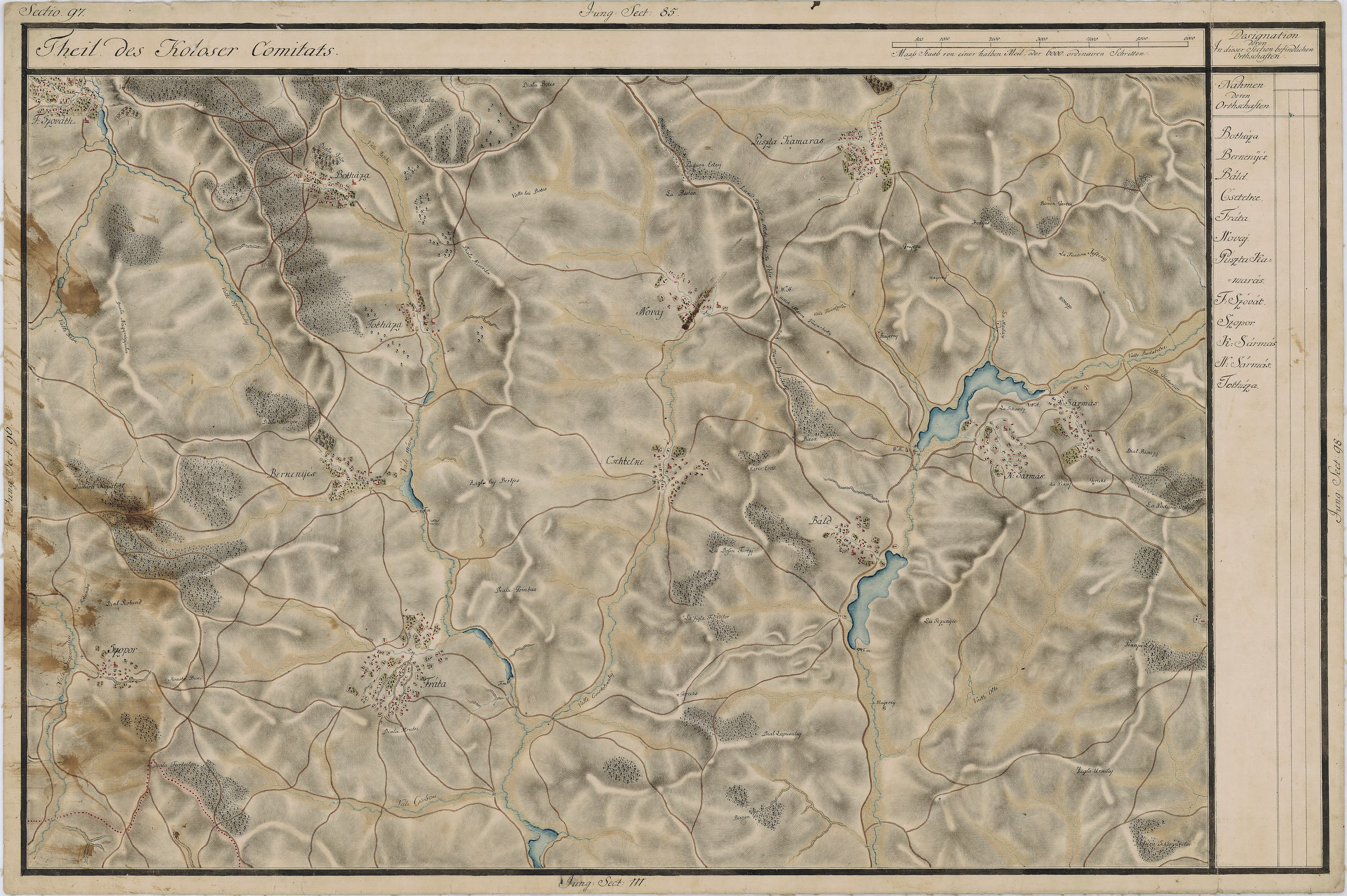
Crișeni în Harta Iosefină a Transilvaniei, 1769-1773

Satul apare menționat prima oară în 1378 sub numele de Toothaza, iar 3 ani mai târziu, în 1381este amintit din nou ca și Tothaza. Apare menționat din nou între anii 1441-1503 ca și poss. Thothaza.
Pe Harta Iosefină a Transilvaniei din 1769-1773 (Sectio 142), localitatea a apărut sub numele de „Totháza”.

## Lăcașuri de cult
În acest sat se găsește biserica din lemn „Sfinții Arhangheli Mihail și Gavril“ din anul 1791.

## Demografie
De-a lungul timpului populația localității a evoluat astfel:

## Galerie de imagini

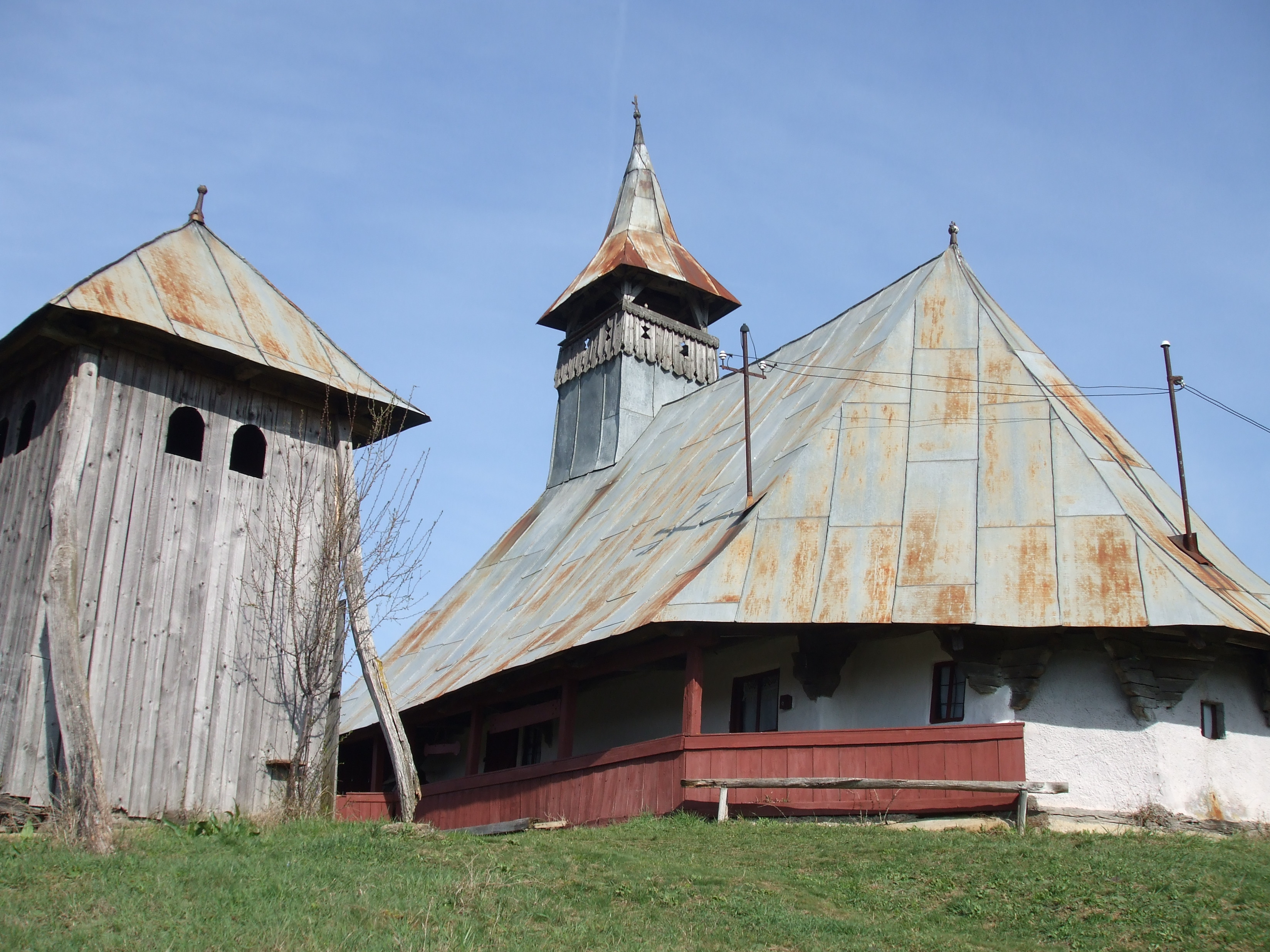
Biserica de lemn din Crișeni, com.Mociu,Jud.Cluj - monument istoric
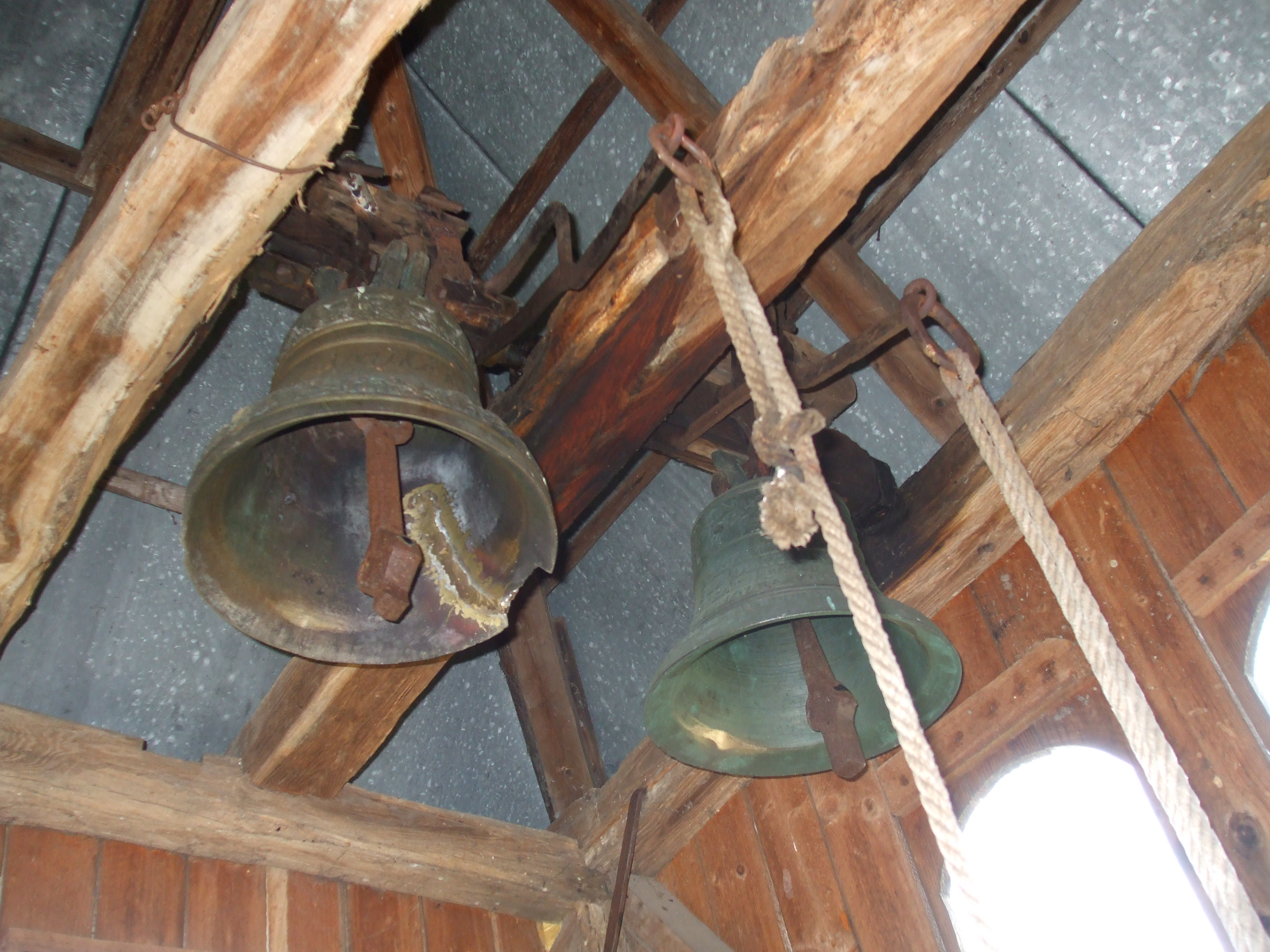
Clopotele bisericii de lemn, sec.XVIII .
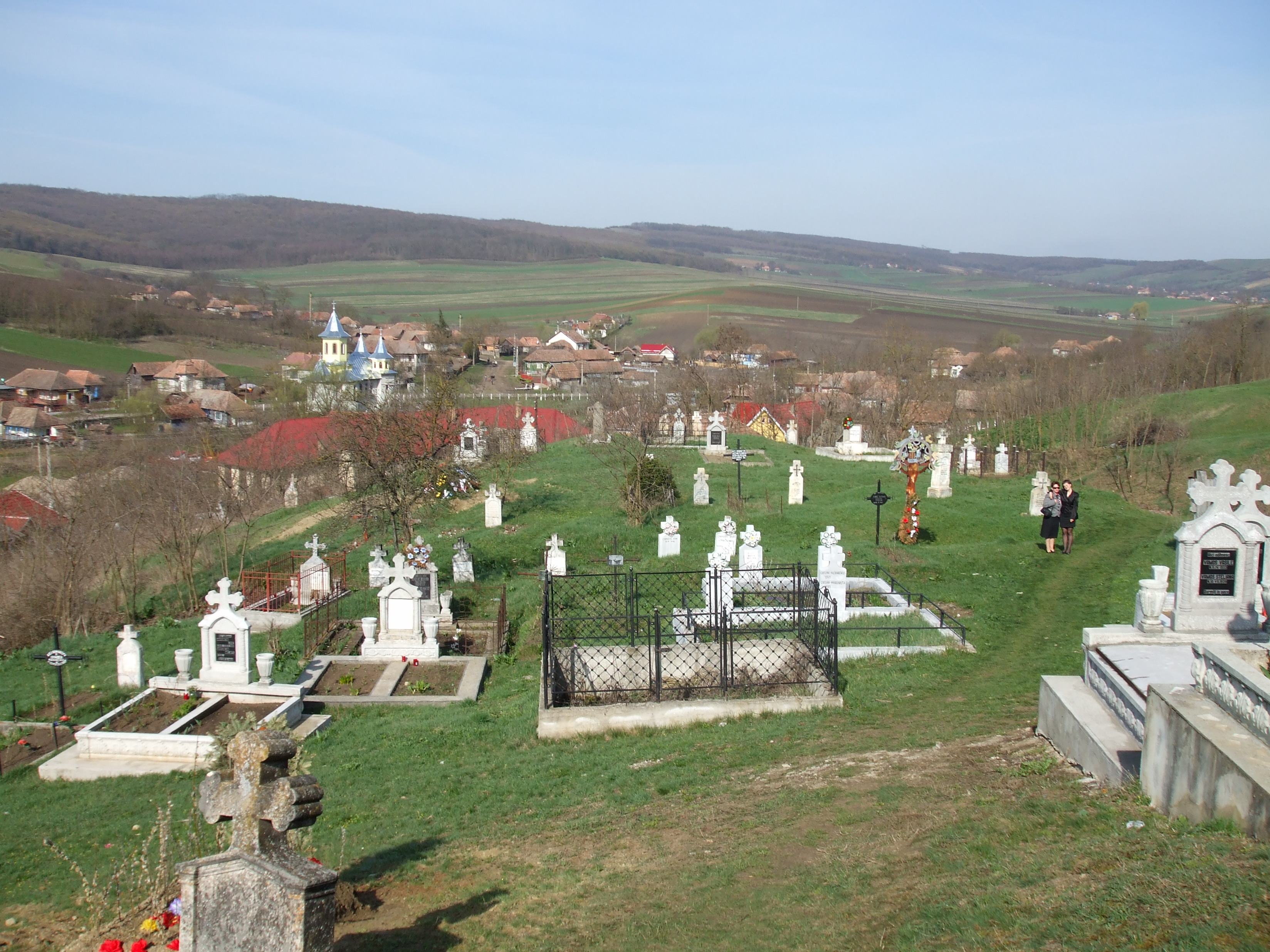
Panorama satului, de la biserica de lemn
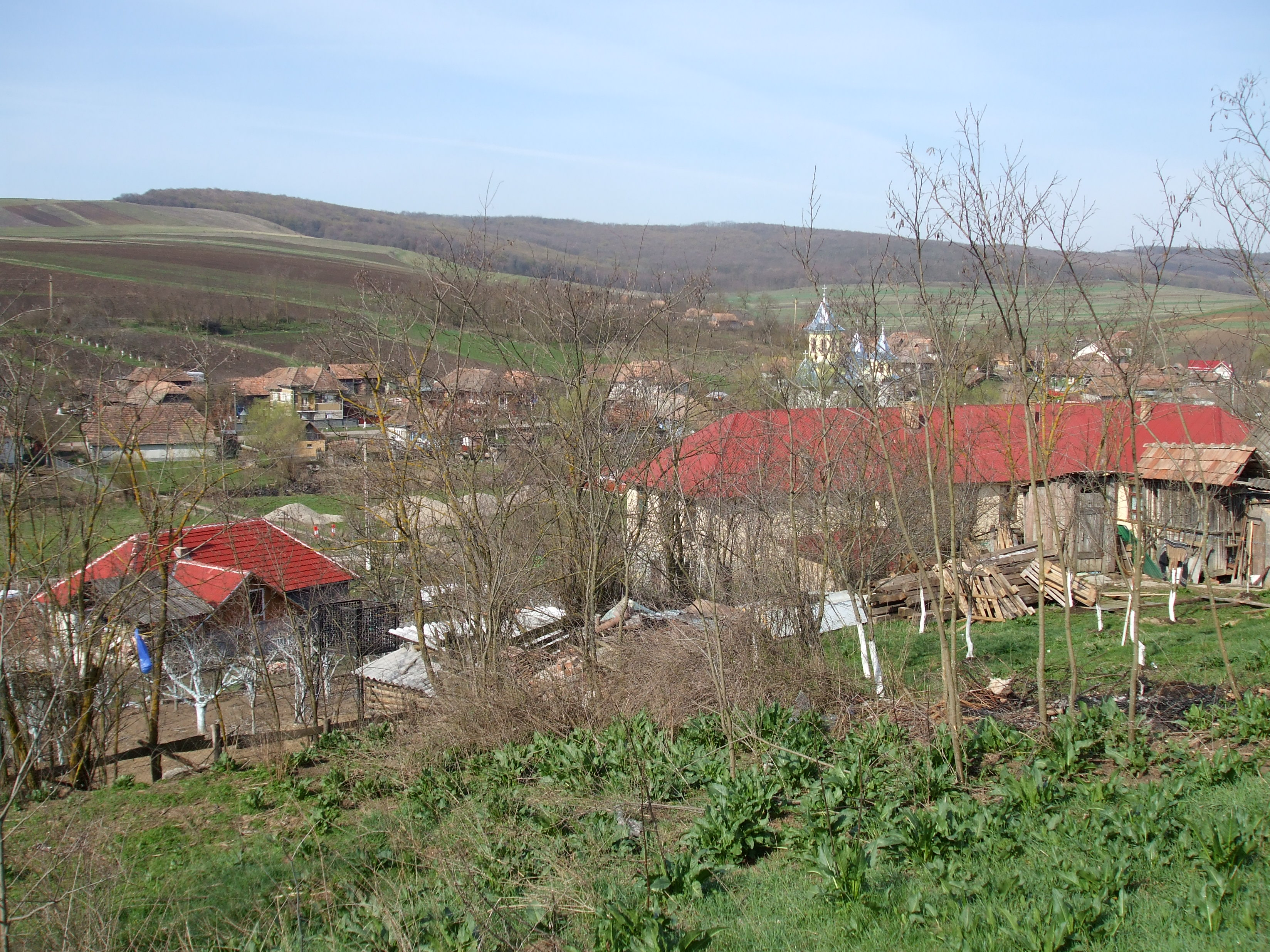
Satul Crișeni, comuna Mociu ,Jud.Cluj - aprilie 2010
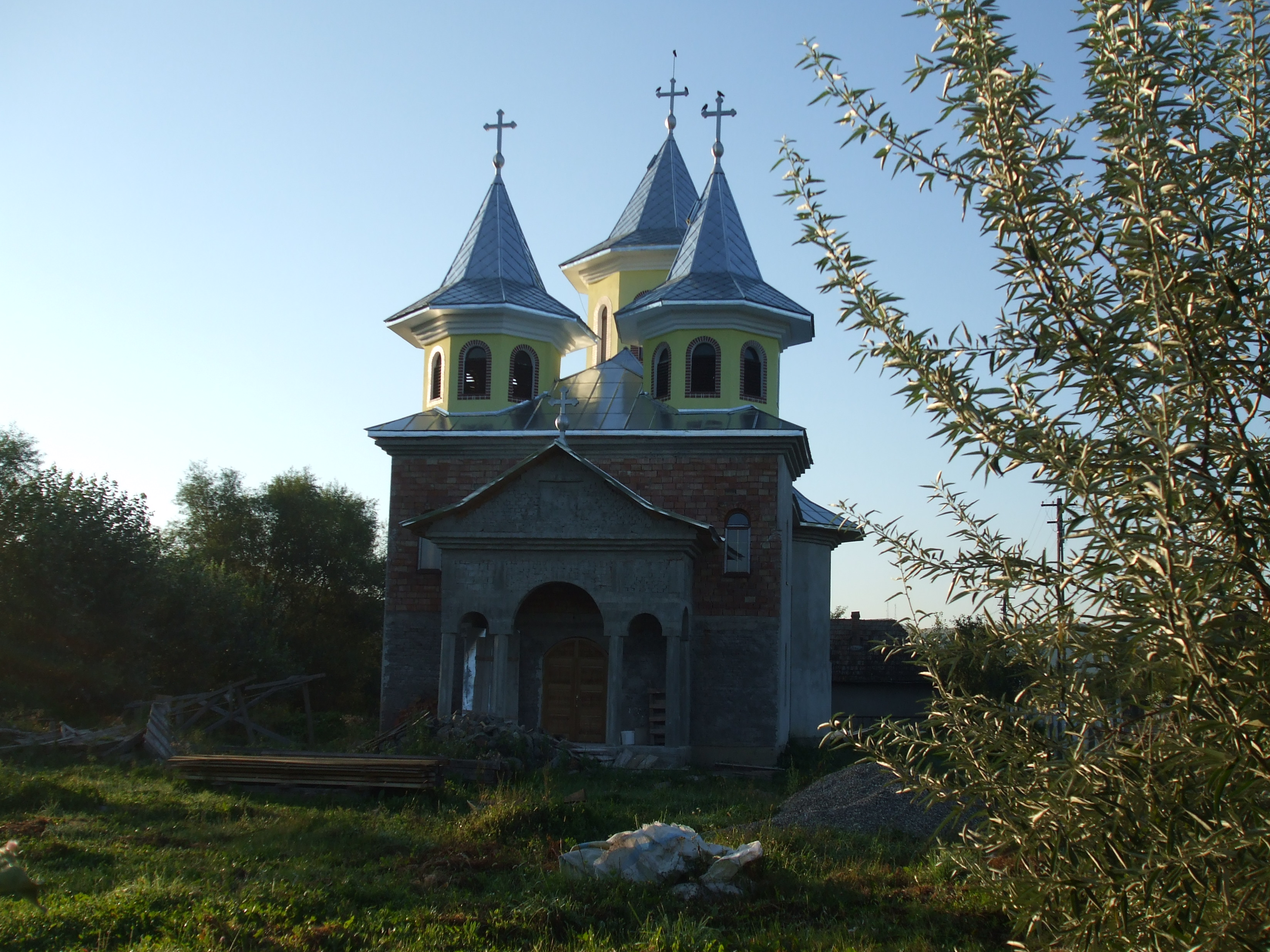
Noua biserica ortodoxă din satul Crișeni - august 2010